# Galescola
Las Galescolas  han sido escuelas infantiles (0-3 años) de Galicia (España) integradas en la red gestionada por el Consorcio Gallego de Servicios de Igualdad y Bienestar que comenzaron a funcionar en 2007 y dejaron de hacerlo en 2009. Dependían de la Vicepresidencia de la Junta de Galicia y numerosos ayuntamientos urbanos y rurales. Estaban localizadas tanto en pequeños municipios como en las ciudades para contribuir al reequilibrio territorial y a la igualdad de oportunidades. Los Ayuntamientos se encargaban de poner los terrenos  para la galescola y hacer  mantenimiento una vez comenzara su funcionamiento.  La Xunta se encargó de su construcción usando fondos europeos. El Consorcio contrataba al personal.
Se abrieron  un total de 121 escuelas en red. Lo que multiplicó por cinco las existentes hasta ese momento.
La principal novedad es que todas tenían un proyecto educativo homogéneo en el que primaba el carácter educativo por encima del asistencial, la diferencia entre ser guarderías o escuelas.
Por primera vez se pone en marcha un Plan de Formación Permanente específico. Accederá a él todo el personal y tiene como objetivo mejorar la calidad de las profesionales .
Cada grupo de criaturas estaba atendido por dos profesionales de la educación, en lo que se denomina "pareja educativa". Al funcionar en red, las Galescolas compartían entre ellas recursos, servicios y elementos de coordinación y apoyo pedagógico.
Los sectores que conformaban la comunidad educativa estaban representados en órganos colegiados como el Consejo de Participación.
Con la llegada al poder en el año 2009 del Partido Popular, las Galescolas fueron reconvertidas en Galiña Azul, Rede de Escolas Infantís y se modificaron sustancialmente.

## Lengua
La lengua principal de comunicación era el gallego. El alumnado  castellanohablante recibían al menos un tercio de los contenidos de su horario semanal en lengua gallega.